# Concerto Grosso n.º 1 (Schnittke)
El Concierto Grosso n.º 1 es el primero de seis concerti grossi creados por el compositor soviético Alfred Schnittke, escrito en 1977 a la edad de 44. La partitura está escrita para dos violines, clavecín, piano preparado y 21 instrumentos cuerdas. Fue estrenado el 21 de marzo del mismo año en que fue compuesto por el violinista y director Gidon Kremer y Tatiana Grindenko en los violines, Yuri Smirnov en los teclados y la Orquesta de Cámara de Leningrado conducida por Eri Klas. Es uno de los trabajos más representativos del poliestilismo de Schnittke, quien la definió como el juego de tres esferas: la barroca, la moderna y la banal, fusionando sus técnicas y estéticas en una estructura cohesiva. Su duración es de 28 minutos aproximadamente, y consta de seis movimientos:
1. Preludio (Andante)
2. Toccata (Allegro)
3. Recitativo (Lento)
4. Cadenza
5. Rondó (Agitato)
6. Postlude (Andante)

En 1988 Schnittke arregló el trabajo para flauta y oboe en vez de los violines solistas.

## Historia
En mayo de 1976, Gidon Kremer y Tatiana Grindenko le pidieron a Schnittke que compusiera una obra para ser interpretada por ellos y la Orquesta de Cámara de Lituania bajo la dirección Saulius Sondetskis, la cual interpretarían varias veces en 1977 y posteriormente la grabarían. La idea de que fuera un concerto grosso fue de Gidon Kremer. La partitura estuvo lista a finales de 1976, y la pieza fue estrenada el 21 de marzo de 1977 bajo la batuta del director estonio Eri Klas, un amigo mutuo de Kremer y Schnittke, junto con la Orquesta de Cámara de Leningrado. Después del estreno, Schnittke realizó varios arreglos a la partitura, y hubo varias presentaciones con la versión final en Vilna, Moscú, Riga, Tallin y Budapest.
Por algún tiempo Schnittke no tuvo permitido viajar fuera del bloque del este. Kremer entonces invitó a Schnittke a fungir como clavecinista en la Orquesta de Cámara de Lituania en su tour por Austria y Alemania el mismo año. De esta manera, el compositor pudo asistir a la premier de su pieza en occidente. Durante el Festival de Salzburgo en agosto de 1977, Mremer y Grindenko grabaron la pieza para Eurodisc (Ariola Records) junto con la Orquesta Sinfónica de Londres bajo la dirección de Gennadi Rozhdestvensky. Cuando salió a la venta la grabación en formato LP en 1978, el Concerto grosso también se encontraba el concierto para violín de Jean Sibelius en el mismo disco.
En 1988, por solicitud del oboísta ruso, Viacheslav Lupachev, Schnittke realizó una versión el Concerto Grosso No. 1, con flauta y oboe (o dos flautas alternativamente) reemplazando a los dos violines. La primera grabación de esta versión fue realizada por el flautista Sharon Bezaly y el Christopher Cowie con la Orquesta Filarmónica de Cape, bajo la batuta de Owain Arwel Hughes para BIS.

## La obra
Schnittke construyó su Concerto Grosso No. 1 en la idea barroca de un intenso diálogo entre la orquesta y los solistas. La instrumentación incluye dos violines contra una relativamente pequeña sección de cuerdas y un clavecín se compara bien con la de los concerti grossi barrocos de Arcangelo Corelli y otros. Pero según algunos académicos, nunca fue intención de Schnittke escribir un concerto grosso 'real' o una parodia, sino hacer su comentario sobre la idea de un concierto grosso barroco.

El Concerto Grosso No. 1 es representativo de la técnica del poliestilismo y el uso de citas las cuales el compositor empleó durante ese periodo. Schnittke abordó la cuestión de combinar diferentes estilos en las notas del programa para el público vienés en 1977:
Sueño con la utopía de un estilo unido, donde fragmentos de 'U' (Unterhaltung) [entretenido] y 'E' (Ernst) [serio] no se utilizan para el efecto cómico sino que representan seriamente la realidad musical multifacética. Es por eso que he decidido reunir algunos fragmentos de mi película de dibujos animados: un alegre coro de niños, una serenata atonal nostálgica, un cien por ciento garantizado Correlli (Hecho en la URSS) y, finalmente, el tango favorito de mi abuela tocado por mi bisabuela en un clavecín. Estoy seguro de que todos estos temas van muy bien juntos, y los uso absolutamente en serio.
El deseo de Schnittke era ante todo combinar expresiones idiomáticas aparentemente irreconciliables, en su caso estilos "populares" (o 'banales'), como los tangos, con estilos serios como la música atonal y la música cuasi-barroca. Como no creía que fuera posible una síntesis de estilos populares y clásicos, lo llamó una “utopía pura”, pero eso nunca le impidió intentarlo.
Hay numerosas referencias a la música de cine de Schinttke en el Concerto Grosso No. 1 (Schnittke escribió música para más de 60 películas). Por ejemplo, el monograma 'B-A-C-H' proviene de su música para una película animada llamada The Glass Harmonica. La melodía del tango en el Rondo se escuchó por primera vez en la película The Agony (1974). La conclusión de la Cadenza está tomada de la película animada The Butterfly. La canción cuasi-barroca en la apertura del Rondo fue originalmente una canción (cantada por la leyenda del cantante y actor ruso Vladimir Vysotsky) al comienzo del score de Schnittke para la película How Tsar Peter got the Black Man Married.

### I. Preludio
El primer movimiento Preludio, marcado Andante, comienza con una melodía de rima infantil en el piano preparado:
No se admite la reproducción de audio en este navegador. Se puede descargar el archivo de audio.
El tema principal es luego introducido por los dos violines solos, llamándose el uno al otro con intervalos en segundas menores, y permaneciendo usualmente cerca el uno del otro por la misma distancia interválica:
No se admite la reproducción de audio en este navegador. Se puede descargar el archivo de audio.
Después de un pasaje solista en los dos violines seguido por las violas que se deslizan por sus cuerdas hasta una nota de pedal inferior, comienza la segunda idea. Un solo de violín explora una melodía en la parte inferior de su registro seguido por el segundo violín solo:
No se admite la reproducción de audio en este navegador. Se puede descargar el archivo de audio.
La melodía de la canción infantil se reintroduce en el clavicémbalo. Después de un clímax en las cuerdas a tutti, el movimiento finaliza con los dos violines solistas en una variante del tema principal.

### II. Toccata
El segundo movimiento Toccata, marcado Allegro, es una parodia diabólica de Vivaldi saturado con cánones estrictos y stretto. Los solistas inician el movimiento pero gradualmente se unen con el resto de las cuerdas hasta que el movimiento alcanza un estado de frenesí.
No se admite la reproducción de audio en este navegador. Se puede descargar el archivo de audio.
Un segundo tema Vivaldiano es luego introducido por violines solos y el clavicémbalo. Luego sigue un diálogo intensivo entre solistas y orquesta. La tensión se acumula hasta que la orquesta termina en una nota cluster. La nota cluster se corta y se introduce una melodía de vals por violines solos y el clavicémbalo:
No se admite la reproducción de audio en este navegador. Se puede descargar el archivo de audio.
La melodía del vals se basa en las 12 notas de la escala que comienzan con el monograma B-A-C-H.

### III. Recitativo
Después de un breve descanso para respirar, la orquesta comienza el tercer movimiento, un Recitativo funeral marcado Lento en el metrónomo. Los intervalos de segundas menores y mayores dominan el discurso, recordando el preludio. Todo está estrechamente controlado hasta que los solistas comienzan a producir intervalos más grandes y ejecutan salvajes glissandi; se alcanza un clímax incontrolable y con un tono febril la orquesta lentamente se arrastra hasta su registro más alto llegando a un agudo chillido.

### IV. Cadenza
Los dos solistas de violín continúan con un apasionado movimiento de Cadenza que llega a un punto de frenesí. La aparición repentina de un motivo purcelliano conduce directamente al siguiente movimiento.

### V. Rondo
El tema principal del quinto movimiento Rondo, marcado Agitato, tiene un carácter Vivaldiano y se intercambia entre los dos solistas de violín de manera casi canónica con un agitado acompañamiento de la orquesta:
No se admite la reproducción de audio en este navegador. Se puede descargar el archivo de audio.
En el segundo episodio, el clavecín establece un nuevo tema en forma de un tango asumido posteriormente por la orquesta:
No se admite la reproducción de audio en este navegador. Se puede descargar el archivo de audio.
Después de una lucha entre los solistas y la orquesta, el movimiento culmina en un pasaje de pathos, después de lo cual el tempo cambia a Andante y la melodía de rima infantil en el piano se escucha una vez más.

### Postludio VI
Sin pausa, se llega al postludio, completando un ciclo completo mientras los solistas reproducen su tema en segundas menores desde el primer movimiento.

## Discografía
| Solistas (vl)                       | Solista (kb)      | Ensamble                                   | Director               | Etiqueta            | Fecha de liberación |
| ----------------------------------- | ----------------- | ------------------------------------------ | ---------------------- | ------------------- | ------------------- |
| Tatiana Grindenko, Gidon Kremer     | Yuri Smirnov      | Orquesta Sinfónica de Londres              | Gennady Rozhdestvensky | Melodiya            | 1982                |
| Liana Isakadze, Oleh Krysa          | Natalia Mandenova | Orquesta de Cámara de Georgia              | Saulus Sondeckis       | Melodiya            | 1984                |
| Tatiana Grindenko, Gidon Kremer     | Yuri Smirnov      | Orquesta Filarmónica de Moscú              | Yuri Bashmet           | Melodiya            | 1990                |
| Tatiana Grindenko, Gidon Kremer     | Yuri Smirnov      | Orquesta de Cámara de Europa               | Heinrich Schiff        | Deutsche Grammophon | 1991                |
| Cristiano Bergqvist, Patrik Swedrup | Roland Pöntinen   | Orquesta de Cámara de Estocolmo            | Lev Markiz             | BIS                 | 1993                |
| Eleonora Turovsky, Natalya Turovsky | Catherine Perrin  | I Musici de Montreal                       | Yuli Turovsky          | Chandos             | 1997                |
| Marco Serino, ?                     | ?                 | Ensemble Il Terzo Suono                    | Flavio Emilio Scogna   | Dinámico            | 2000                |
| Victor Kuleshov, Ilya Yoff          | Julia Lev         | Orquesta de Cámara Rusa de San Petersburgo | Arcady Shteinlukht     | Mánchester CG       | 2004                |